# Bisdom Nellore
Het bisdom Nellore (Latijn: Dioecesis Nellorensis) is een rooms-katholiek bisdom met als zetel Nellore, in India. Het bisdom is suffragaan aan het aartsbisdom Visakhapatnam. 

## Geschiedenis
Het bisdom werd opgericht op 3 juli 1928, uit delen van het aartsbisdom Madras, en was suffragaan aan het aartsbisdom Madras. Op 19 september 1953 veranderde het van kerkprovincie en werd suffragaan aan het aartsbisdom Visakhapatnam. 

## Parochies
Het bisdom had in 2021 een oppervlakte van 30.800 km2 en telde 6.424.615 inwoners waarvan 1,4% rooms-katholiek was.

## Bisschoppen
- William Joseph Anthony Bouter (28 mei 1929 - 16 maart 1970)
- Bala Shoury Thumma (16 maart 1970 - 4 augustus 1973; coadjutor sinds 22 juni 1967)
- Pudhota Chinniah Balaswamy (17 december 1973 - 7 december 2006)
  - Prakash Mallavarapu (apostolisch administrator: 22 oktober 2005 - 7 december 2006)
- Doraboina Moses Prakasam (7 december 2006 - heden)

Visakhapatnam (aartsbisdom) · Eluru · Guntur · Nellore · Srikakulam · Vijayawada